# Prolil-endopeptidasa
La prolil-endopeptidasa (PE), también llamada como prolil-oligopeptidasa o enzima de escisión posterior a la prolina, es una enzima proteolítica que en humanos está codificada por el gen PREP.

## Función
La prolil-endopeptidasa es una gran enzima citosólica que pertenece a una clase distinta de serina peptidasas. Se describió por primera vez en el citosol de cerebro de conejo como una oligopeptidasa, que degrada el nonapéptido bradicinina en el enlace Pro-Phe. La enzima participa en la maduración y degradación de hormonas peptídicas y neuropéptidos como la hormona estimulante de melanocitos alfa, la hormona liberadora de hormona luteinizante (LH-RH), la hormona liberadora de tirotropina, la angiotensina, la neurotensina, la oxitocina, la sustancia P y la vasopresina . PREP escinde los enlaces peptídicos en el lado C-terminal de los residuos de prolina . Su actividad se limita a la acción sobre oligopéptidos de menos de 10 kD y tiene un requisito absoluto para la configuración trans del enlace peptídico que precede a la prolina.